# Йоан Диакумакис
Йоан (на гръцки: Ιωάννης, Йоанис) е гръцки духовник, митрополит на Вселенската патриаршия.

## Биография
Роден е в квартал Борнова на Смирна със светското име Йоанис Диакумакис (Ιωάννης Διακουμάκης). В 1881 година завършва Халкинската семинария с теза „За мистериите на християнството“. Служи като дякон и учител в Смирна.
На 29 май 1899 година е избран за титулярен ксантуполски епископ срещу наместника на „Свети Йоан Хиоски“ в Галата архимандрит Смарагд и дякон Антим. Ръкоположен е същата година и назначен за викарен епископ на Смирненската митрополия. През юли 1901 година се установява в Цариград. През август 1901 година е изпратен като патриаршески екзарх в Патмоската екзархия, за да проучи състоянието на манастира „Свети Йоан Богослов“. След успешна мисия се връща в Цариград през януари 1902 година. На 31 януари 1902 година става архиерейски наместник в Родосто на митрополит Йероним Ираклийски. В Родосто обаче не успява да преодолее конфликтите между Родостенската община и Митрополията и се връща в Цариград на 13 април 1902 година. На 30 април 1902 година е изпратен като екзарх да обиколи ставропигиалните манастири в Македония и Източен Епир, за да инспектира състоянието им. В 1903 година е назначен за викарен епископ на Константинополската архиепископия и архиерейски наместник в Пера (март 1903 - февруари 1905). През юни 1905 година е изпратен като архиерейски наместник при митрополит Василий Анхиалски, за да му помогне в началото на Антигръцките вълнения в България, и остава в епархията до ноември 1905 година.
На 10 октомври 1906 година е избран за драчки митрополит.
На 15 февруари 1911 година е избран за варненски патриаршески митрополит в България, но не успява да заеме катедрата във Варна.
Умира в Смирна на 10 юни 1913 година.